# ماک (استان کرجالی)
ماک (به بلغاری: Mak) یک منطقهٔ مسکونی در بلغارستان است که در شهرستان آردینو واقع شده‌است.
 ماک ۵٫۶۴۲ کیلومتر مربع مساحت و ۱ نفر جمعیت دارد و ۵۶۱ متر بالاتر از سطح دریا واقع شده‌است.